# Стирання

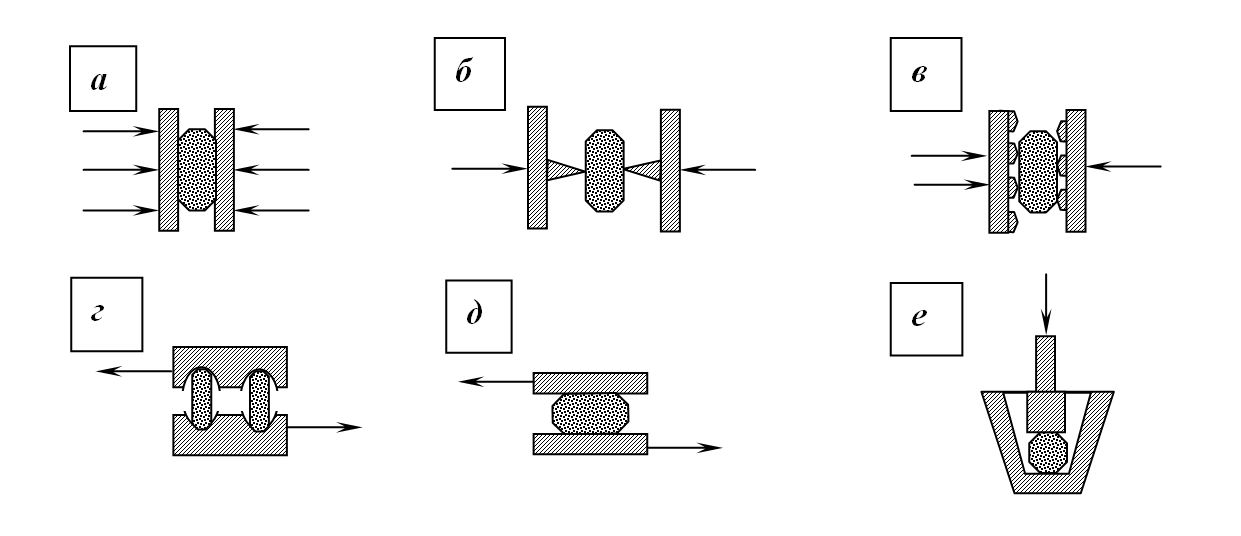
Методи_дроблення.
а — роздавлювання; б — розколювання; в — злам; г — зрізання;
д — стирання; е — удар.

Стира́ння (рос. истирание, англ. attrition, detrition; нім. Abrieb m) — в збагаченні корисних копалин — дія, власне процес руйнування частинок твердого матеріалу для доведення їх розміру до необхідної крупності, як правило, від -1 +0,5 мм до -0,1 +0,05 мм.
Застосовують для очищення (відтирання або обдирання) частинок корисних копалин від плівок або примазок, як самостійну операцію підготовки руд і концентратів до збагачення, як операцію доводки (остаточного обеззолення) ґранульованого концентрату вугілля (вуглемасляного ґрануляту), а також при хім. аналізі. Розрізнюють поверхневе С., С. для активації матеріалу, а також отримання порошків необхідної дисперсності.
- При п о в е р х н е в о м у (вибірковому) С. руйнуються лише поверхневі шари або конґломерати частинок. Відбувається т. зв. процес відтирання або обдирання, при якому з поверхні частинок знімаються плівки і примазки, що негативно впливають на подальший процес збагачення, або механічно захоплені частинки породи, які неміцно зв'язані з поверхнею зерен концентрату (ґранульоване вугілля) і негативно впливають на його загальну якість (зольність). Крупність первинних частинок при цьому істотно не змінюється.

- Стирання для а к т и в а ц і ї матеріалу і отримання активованих порошків необхідної дисперсності основане на деформації (руйнуванні) частинок під дією зовнішніх сил. При цьому відбувається зміна хім. властивостей (механічна активація) і хім. складу матеріалу (механохімічна активація). При подальшій активації матеріалу стиранням можливе утворення аґреґатів його частинок.

Поверхневе С. проводять в відтиральному скрубері або млині, який працює при зниженій частоті обертання барабану. При збагаченні скляних пісків, гірського кришталю, польових шпатів, електрокорунду, карбіду кремнію тощо відтирання або обдирання здійснюється за допомогою ультразвукової обробки пульпи з подальшою гідравлічною класифікацією або у флотаційному процесі (т. зв. флотовідтирання). С. з метою активації матеріалу або отримання частинок необхідної крупності проводять в роликових і кульових млинах, дисмембраторах, дискових стирачах.